# Сидорівська сільська рада (Гусятинський район)
Си́дорівська сільська́ ра́да — адміністративно-територіальна одиниця та орган місцевого самоврядування в Гусятинському районі Тернопільської області. Адміністративний центр — село Сидорів.

## Загальні відомості
- Територія ради: 26,812 км²
- Населення ради: 1 366 осіб (станом на 2001 рік)
- Територією ради протікають річки Слобідка, Збруч

## Населені пункти
Сільській раді підпорядковані населені пункти:
- с. Сидорів
- с. Шидлівці

## Склад ради
Рада складається з 16 депутатів та голови.
- Голова ради: Бесяда Іван Володимирович
- Секретар ради: Герій Галина Петрівна

### Керівний склад попередніх скликань
| Прізвище, ім'я, по батькові | Основні відомості                                                                              | Дата обрання | Дата звільнення |
| --------------------------- | ---------------------------------------------------------------------------------------------- | ------------ | --------------- |
| Соловій Іван Михайлович     | Сільський голова, 1957 року народження, безпартійний                                           | 26.03.2006   | 31.10.2010      |
| Бесяда Іван Володимирович   | Сільський голова, 1973 року народження, освіта середня спеціальна, член Народного Руху України | 31.10.2010   |                 |

Примітка: таблиця складена за даними сайту Верховної Ради України

### Депутати
За результатами місцевих виборів 2010 року депутатами ради стали:

#### За суб'єктами висування
| Суб'єкт висування | Кількість обраних депутатів | %   |
| ----------------- | --------------------------- | --- |
| Самовисування     | 16                          | 100 |

#### За округами
| № округу | Прізвище, ім'я, по батькові    | Дата визнання обраним | Освіта             | Партійна приналежність | Відомості про обраного депутата                     |
| -------- | ------------------------------ | --------------------- | ------------------ | ---------------------- | --------------------------------------------------- |
| 1        | Кузняк Марія Іванівна          | 01.11.2010            | вища               | позапартійна           | Сільська рада, гол.бухгалтер                        |
| 2        | Хомета Надія Богданівна        | 01.11.2010            | середня спеціальна | позапартійна           | тимчасово не працює                                 |
| 3        | Картуш Ольга Йосипівна         | 01.11.2010            | середня спеціальна | позапартійна           | ТЗОВ Сидорів Бровар, бухгалтер                      |
| 4        | Герій Галина Петрівна          | 01.11.2010            | середня спеціальна | позапартійна           | Дитсадок, завідувачка                               |
| 5        | Невінський Володимир Іванович  | 01.11.2010            | середня            | позапартійний          | ТЗОВ «Сидорів Бровар», тракторист                   |
| 6        | Балук Оксана Степанівна        | 01.11.2010            | середня спеціальна | позапартійна           | Дитсадок, музичний керівник                         |
| 7        | Тучапський Євген Володимирович | 01.11.2010            | вища               | позапартійний          | Священик                                            |
| 8        | Романюк Володимир Михайлович   | 01.11.2010            | середня спеціальна | позапартійний          | Гусятинськарайсанепідемстанція, помічник ентомолога |
| 9        | Дочак Любов Йосипівна          | 01.11.2010            | середня спеціальна | позапартійна           | тимчасово не працює                                 |
| 10       | Ковалик Іван Теодорович        | 01.11.2010            | вища               | позапартійний          | Київське Агентство І. І.Р. Т., агент                |
| 11       | Плугатор Любов Михайлівна      | 01.11.2010            | середня спеціальна | позапартійна           | Сільська рада, землевпорядник                       |
| 12       | Онуфрієв Ганна Йосипівна       | 01.11.2010            | середня            | позапартійна           | ТЕРЦЕНТР, соц. робітник                             |
| 13       | Кузняк Михайло Денисович       | 01.11.2010            | середня спеціальна | позапартійний          | тимчасово не працює                                 |
| 14       | Рекрут Оксана Павлівна         | 01.11.2010            | середня спеціальна | позапартійна           | Клуб, завідувач                                     |
| 15       | Журинська Ганна Васиоівна      | 01.11.2010            | вища               | позапартійна           | Сільська рада, секретар                             |
| 16       | Кузик Андрій Мирославович      | 01.11.2010            | середня            | позапартійний          | тимчасово не працює                                 |